# Teoria dos ciclos reais de negócios
A teoria dos ciclos reais de negócios (teoria RBC, do inglês Real Business-Cycle) é uma classe de modelos macroeconômicos na qual a maior parte das flutuações no ciclo de negócios são atribuídas a choques reais, em vez de nominais. A teoria dos ciclos reais de negócios é um desenvolvimento da teoria novo-clássica, que, por sua vez, é uma evolução da economia clássica original. De fato, os modelos RBC compartilham muitas características importantes com os modelos novo-clássico e são, às vezes, referidos como a segunda geração de modelos novo-clássicos.
Ao contrário de outras teorias dominantes dos ciclos de negócios, a teoria RBC considera recessões e períodos de crescimento econômico como uma resposta eficiente economicamente para mudanças exógenas na economia real. Ou seja, o nível do produto nacional necessariamente maximiza a utilidade esperada, e o governo deveria se concentrar nas políticas estruturais de longo prazo, no lugar de intervir com políticas fiscais e monetárias designadas para suavizar flutuações econômicas de curto prazo.
De acordo com a teoria RBC, os ciclos de negócios são reais, não representando uma falha nos mercados, mas sim o caminho mais eficiente da economia, dada sua estrutura. Neste ponto, a teoria RBC difere de outras teorias dos ciclos de negócios, como a economia keynesiana ou o monetarismo, os quais veem as recessões como sendo falhas mercadológicas.

## Ciclos de negócios
Quando se analisam dois cenários econômicos em pontos diferentes do tempo, eles não são semelhantes entre si. Isso ocorre por duas razões:
1. Muitas economias avançadas exibem crescimento sustentado ao longo do tempo. Ou seja, fotografias tiradas com intervalo de alguns anos geralmente mostrarão níveis de atividade econômica maiores no período mais recente.
2. Existem flutuações aparentemente aleatórias em torno desta tendência de crescimento. Dessa forma, prever uma situação econômica futura com base num cenário passado é praticamente impossível.

Uma maneira usual de observar tal comportamento é por meio da série temporal do produto econômico, mais especificamente o produto nacional bruto (PNB). Ele representa o valor dos bens e serviços produzidos pelos trabalhadores e empresário de um país.
A Figura 1 mostra a série temporal do PNB real dos Estados Unidos no período 1954-2005. Enquanto é possível ver um crescimento contínuo do produto, não se trata de um aumento constante. Há períodos de crescimento mais rápido ou mais lento. A Figura 2 transforma estes níveis em taxas de crescimento do PNB real, e extrai uma tendência de crescimento mais suave. Um método comum para obter esta tendência é o filtro de Hodrick-Prescott (HP). A ideia básica é encontrar um equilíbrio entre o nível em que a tendência geral de crescimento segue o movimento cíclico (uma vez que a taxa de crescimento de longo prazo não costuma ser uma constante perfeita) e o quão suave ele é. O filtro HP identifica as flutuações de prazo mais longo como parte da tendência de crescimento, enquanto classifica as flutuações mais intensas como parte do componente cíclico.
Há uma diferença clara entre esta componente de crescimento e o dado menos previsível. Os economistas chamam os movimentos cíclicos em torno da tendência de ciclos de negócios. A Figura 3 mostra explicitamente esses desvios. Os pontos sobre o eixo horizontal significam que no ano em questão não houve desvio da tendência, enquanto todos os outros pontos indicam o contrário.
Os desvios positivos (acima do eixo horizontal) são os picos, e os negativos são os vales. Uma série de desvios positivos são os 'booms' econômicos, e uma série de desvios negativos são recessões.
Analisadas isoladamente, as flutuações não aparentam seguir um padrão. Explicar as causas das irregularidades pode parecer bastante difícil. Entretanto, caso se considerem outras variáveis macroeconômicas, observam-se padrões nas flutuações. Por exemplo, a Figura 4 retrata flutuações no produto e no gasto dos consumidores. Nota-se que a maioria dos picos e vales se alinham com precisão, e as mudanças de tendência coincidem.